# Иван Вутов
Иван Тасев Вутов (роден на 19 март 1944 г.) е български футболист и впоследствие треньор по футбол.

## Състезателна кариера
Юноша е на Локомотив (Мездра). Играе като полузащитник в Миньор (Перник) от 1962 до 1964 г., Берое от 1964 до 1966 и от 1969 до 1974. През 1967 г. играе в Левски, а от 1967 до 1969 в Черноморец. Има 185 мача в А група. Вутов е „Заслужил майстор на спорта“ от 1973 г.

## Треньорска кариера
Треньор на Нефтохимик (Бургас), а от 1992 до 1993 г. е начело на „Левски“, с който става шампион на България през 1993 г. и носител на купата през 1992 г. По-късно е национален селекционер на Буркина Фасо, както и консултант на „Нефтохимик“. Бил е начело на Берое, Розова долина, Чирпан, Черноморец, младежкия национален отбор на България, „Олимпик“ (Тунис), „Сову клуб дьо Бахам“ (Камерун), Миньор (Раднево), както и технически директор на „Берое“. Бил е треньор на тимът от югоизточната В група Странджа-Металург (Средец). Последната месторабота на опитния специалист е Клуб Сур от Оман, като с него той спечели купата на страната. На 26 март 2019 г. поема Верея (Стара Загора).